# Omecihuatl
Omecihuatl (anche Omeciuatl), secondo la mitologia azteca, era una dea della creazione e, insieme allo sposo Ometecuhtli, era la fonte di ogni forma di vita sulla Terra. La coppia è un aspetto di  Ometeotl.